# Canthocamptidae
Canthocamptidae zijn een familie van eenoogkreeftjes. De wetenschappelijke naam van de familie werd voor het eerst geldig gepubliceerd in 1880 door Brady.

## Taxonomie
De volgende taxa zijn bij de familie ingedeeld:
- Geslacht Arcticocamptus Chappuis, 1928
- Geslacht Bathycamptus Huys & Thistle, 1989
- Geslacht Boreolimella Huys & Thistle, 1989
- Geslacht Dahmsopottekina Özdikmen, 2009
- Geslacht Delachauxiella Brehm, 1926
- Geslacht Ferronniera Labbé, 1924
- Geslacht Isthmiocaris George & Schminke, 2003
- Geslacht Metahuntemannia Smirnov, 1946
- Geslacht Neoelaphoidella Apostolov, 1985
- Geslacht Pholetiscus Humes, 1947
- Geslacht Portierella Labbé, 1926
- Geslacht Praelaphoidella Apostolov, 1991
- Geslacht Psammocamptus Mielke, 1975
- Geslacht Rheocamptus Borutzky, 1952
- Geslacht Stenocaris Sars G.O., 1909
- Geslacht Stygepactophanes Moeschler & Rouch, 1984
- Onderfamilie Canthocamptinae Brady, 1880
  - Geslacht Afrocamptus Chappuis, 1932
  - Geslacht Amphibiperita Fiers & Rutledge, 1990
  - Geslacht Antarctobiotus Chappuis, 1930
  - Geslacht Antrocamptus Chappuis, 1956
  - Geslacht Attheyella Brady, 1880
  - Geslacht Australocamptus Karanovic, 2004
  - Geslacht Bryocamptus Chappuis, 1929
  - Geslacht Canthocamptus Westwood, 1836
  - Geslacht Ceuthonectes Chappuis, 1924
  - Geslacht Elaphoidella Chappuis, 1929
  - Geslacht Epactophanoides Borutzky, 1966
  - Geslacht Fibulacamptus Hamond, 1987
  - Geslacht Glaciella Kikuchi, 1994
  - Geslacht Gulcamptus Miura, 1969
  - Geslacht Hypocamptus Chappuis, 1929
  - Geslacht Itunella Brady, 1896
  - Geslacht Lessinocamptus Stoch, 1997
  - Geslacht Ligulocamptus Guo, 1998
  - Geslacht Loefflerella Rouch, 1962
  - Geslacht Maraenobiotus Mrázek, 1893
  - Geslacht Mesochra Boeck, 1865
  - Geslacht Moraria Scott T. & A. Scott, 1893
  - Geslacht Morariopsis Borutzky, 1931
  - Geslacht Paramorariopsis Brancelj, 1991
  - Geslacht Pesceus Özdikmen, 2008
  - Geslacht Pholesticus Humes, 1947
  - Geslacht Pilocamptus Huys, 2009
  - Geslacht Pindamoraria Reid & Rocha, 2003
  - Geslacht Pordfus Özdikmen, 2008
  - Geslacht Pseudomoraria Brancelj, 1994
  - Geslacht Spelaeocamptus Chappuis, 1933
  - Geslacht Thermomesochra Itô & Burton, 1980
- Onderfamilie Epactophaninae (Borutzky, 1952)
  - Geslacht Epactophanes Mrázek, 1893
- Onderfamilie Hemimesochrinae Por, 1986
  - Geslacht Carolinicola Huys & Thistle, 1989
  - Geslacht Dahlakocamptus Huys, 2009
  - Geslacht Hanikraia Huys, 2009
  - Geslacht Hemimesochra Sars G.O., 1920
  - Geslacht Heteropsyllus Scott T., 1894
  - Geslacht Mesopsyllus Por, 1960
  - Geslacht Nannomesochra Gurney, 1932
  - Geslacht Perucamptus Huys & Thistle, 1989
- Onderfamilie incertae sedis
  - Geslacht Cletocamptus Schmankevitsch, 1875
  - Geslacht Parepactophanes Kunz, 1935
  - Geslacht Taurocletodes Kunz, 1974
  - Geslacht Leimia Willey, 1923